# 1984年希思羅機場爆炸案
1984年4月20日，一枚炸弹在希思罗机场二號航廈的行李区爆炸。炸弹在下午7時55分被引爆，當時共有60人在的行李区。时任苏格兰场反恐部门负责人威廉·哈克尔斯比指挥官报告说，引爆装置是用2英磅（910克）的商业或军用级炸药製成 。医院发言人表示，除五名受害者外，所有受害者在接受轻微擦伤、割伤和瘀伤治疗后不久均能離院 。
爆炸发生时，驻扎在2航廈的英国海关官员约翰·麦金太尔 (John MacIntyre) 表示︰「突如其來的巨大闪光、一声巨响和大量烟雾後，我看到一个英国航空公司的家伙，他的衬衫背面全是血。还有一位伊比利亚航空公司的代表。他身上似乎没有任何血迹，但他全身湿透了。我发现中央供暖装置爆炸了或管道爆裂了」 。
爆炸造成23人受伤，其中一人重伤。 一个无政府主义组织 - 憤怒旅，声称对爆炸事件负责  。然而，相關的英国官员驳回了这一说法，反而是将矛头指向「与利比亚有关的阿拉伯团体」 ，這是由於時間點是在伊冯娜·弗莱彻 (Yvonne Fletcher)谋杀事件的三天后，而利比亚阿拉伯航空公司也是使用2号航廈的，这引发了人们对这两起事件是否相关的怀疑。但苏格兰场调查人员表示没有飞机从的黎波里抵达，最近的一次是在爆炸前 8 小时左右到達。炸彈引爆的区域是用作存放无人认领的行李，而这些行李最後都被重新引流到正确的目的地。搜爆犬也被派往机场的其他地方，但没有发现其他爆炸物。